# Ignacy Sowiński

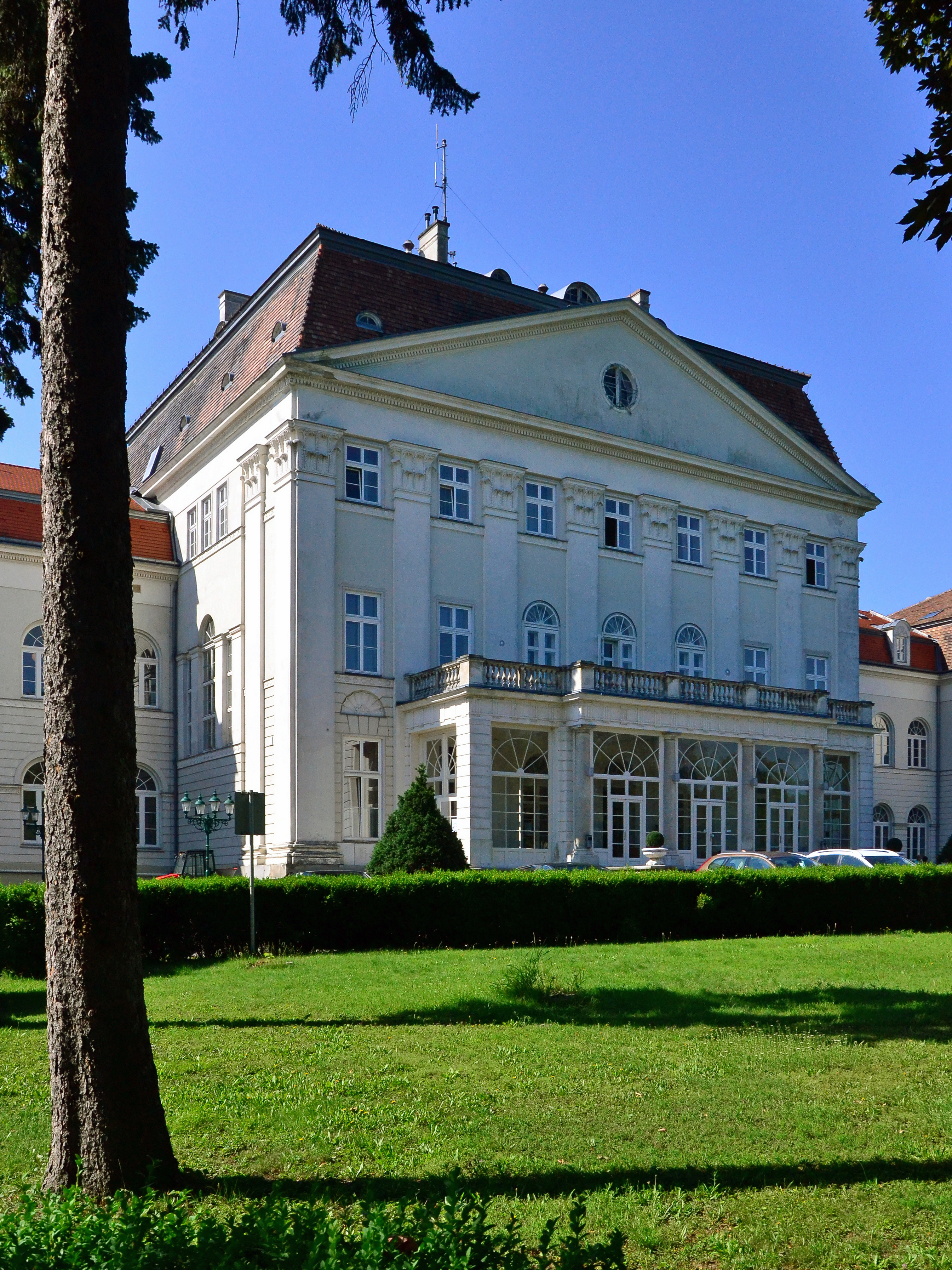
Zamek Wilhelminenberg

Ignacy Stanisław Sowiński (ur. 30 sierpnia 1858 w Krakowie, zm. 20 lipca 1917 tamże) – polski architekt tworzący w Austrii.

## Życiorys
Był synem właściciela krakowskiej kawiarni, w 1876 wyjechał do Wiednia, gdzie studiował na tamtejszej Politechnice pod kierunkiem Heinricha von Ferstela i Karla Königa. W 1881 uzyskał tytuł inżyniera i rozpoczął pracę jako niezależny architekt, sześć lat później otrzymał zlecenie przeprowadzenia renowacji i przebudowy kościoła ewangelicko-reformowanego w Wiedniu. Dyspozycja wnętrza została wówczas zmieniona o 180 stopni, co wiązało się ze zmianą rozmieszczenia ołtarza i organów, wybudowano nową fasadę z portalem wejściowym i wieżę z dzwonnicą. Od 1903 do 1908 razem z Eduardem Frauenfeldem (1853-1910) przeprowadził całkowitą przebudowę zamku Wilhelminenberg w Ottakring (obecnie dzielnica Wiednia), która polegała na rozebraniu większej części obiektu i wybudowaniu nowego w stylu neoempire zgodnie z projektem Frauenfelda, który zaczerpnął wzory z typowej dla Austrii architektury historyzującej. Poza pracami renowacyjnymi był autorem wielu publikacji na temat architektury oraz zaprojektował kilka domów mieszkalnych w Wiedniu. W 1914 Ignacy Sowiński został skierowany do Krakowa, gdzie powierzono mu nadzór nad pracami renowacyjnymi na Wawelu, które miały zamkowi przywrócić dawną świetność.